# Abdulrahman al-Obaid
Abdulrahman al-Obaid (arabisch عبد الرحمن العبيد, DMG ʿAbd ar-Raḥmān al-ʿUbaid; * 30. April 1993 in Khobar) ist ein saudi-arabischer Fußballspieler.

## Karriere

### Verein
Er begann seine Karriere bei al-Qadisiyah. Von dort wechselte er im Januar 2018 zu al-Nasr. Mit diesen gewann er in der Saison 2018/19 die Meisterschaft und in der Saison 2020/21 den saudischen Supercup. Im Januar 2022 schloss er sich schließlich ablösefrei al-Hilal an. Dort kam er aber erst einmal nur zu einigen wenigen Kurzeinsätzen und wurde schließlich für die Spielzeit 2022/23 an al-Ettifaq ausgeliehen.

### Nationalmannschaft
Sein Debüt in der A-Nationalmannschaft hatte er am 24. August 2016 bei einem 4:0-Freundschaftsspielsieg über Laos. Er wurde zur zweiten Halbzeit für Mansoor al-Harbi eingewechselt. Danach kamen noch ein paar Einsätze Ende 2017 sowie einer im November 2019 dazu.